# Maurice Genevoix

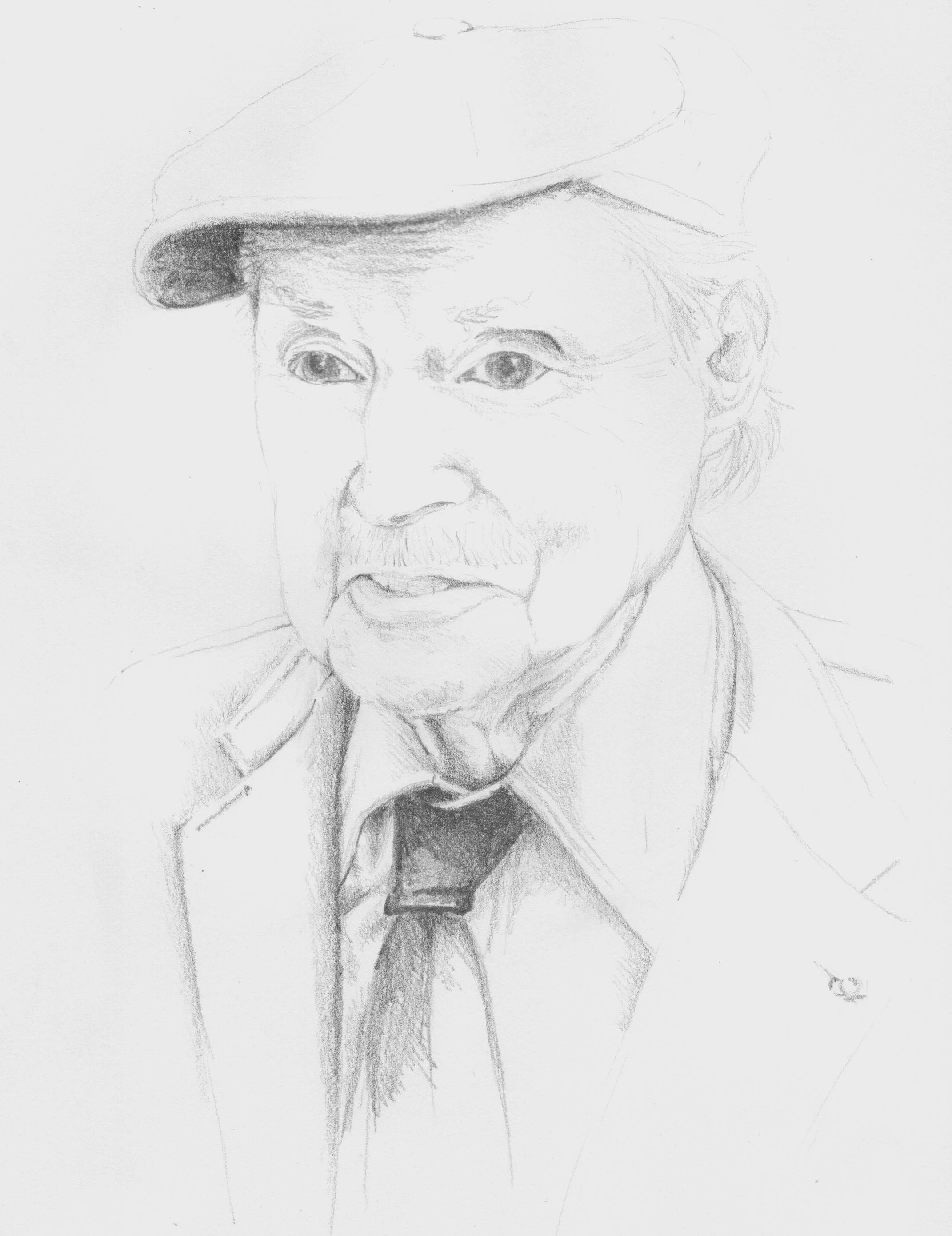
Portret în creion al lui Genevoix

Maurice Genevoix (n. 29 noiembrie 1890, Decize, Bourgogne, Franța – d. 8 septembrie 1980, Xàbia⁠(d), Comunitatea Valenciană, Spania) a fost un scriitor francez.

## Biografie
Născut pe 29 noiembrie 1890 la Decize, Nièvre ca Maurice-Charles-Louis-Genevoix, el și-a petrecut copilăria în Chateauneuf-sur-Loire. După absolvirea cursurilor de la școala din localitate, a studiat la liceul din Orléans și la Liceul Lakanal. Genevoix a fost acceptat la École normale supérieure, fiind primul din clasa lui, dar curând a fost mobilizat în Primul Război Mondial în 1914. El a fost rapid avansat la gradul de locotenent, dar a fost grav rănit în Prima bătălie de pe Marna din 1914 și s-a întors la Paris. Bătălia l-a influențat profund și Genevoix a scris tetralogia Ceux de 14 (Oamenii din 1914), care i-a adus celebritatea în rândul publicului.
În jurul anului 1919, Genevoix s-a îmbolnăvit de gripă spaniolă, fiind nevoit să se mute înapoi în zona Loarei. El a fost destul de prolific în timpul șederii în zona Loarei și a obținut un Premiu Blumenthal din parte Fundației Florence Blumenthal care l-a ajutat să se întrețină ca scriitor profesionist. Această subvenție i-a permis să continue să scrie și a elaborat unele dintre cele mai celebre opere literare, Rémi des Rauches și Raboliot, aceasta din urmă aducându-i Premiul Goncourt.
În 1928 tatăl său a murit și Genevoix s-a mutat la Vernelles din departamentul Loiret. În acest timp, Genevoix a început să călătorească în străinătate, ajungând în Canada, Scandinavia, Mexic și Africa. Canada și Africa au fost atât de admirate de către scriitor, încât a dedicat ultimeia dintre ele eseul Afrique blanche, Afrique noire (1949). El a fost ales în Academia Franceză pe 24 octombrie 1946 și a rostit discursul inaugural în anul următor. În 1950 s-a întors la Paris și a devenit secretar al Academiei Franceze în 1958. În 1970, Genevoix, care era atunci președinte al comitetului însărcinat cu realizarea programului la postul național de radio francez, a început un serial de televiziune dedicat scriitorilor francezi. El a fost distins, de asemenea, cu Grand Prix National de Letters. El a murit pe 8 septembrie 1980.
Premiul literar Prix Maurice Genevoix al Academiei Franceze este numit în onoarea lui.